# Kingda Ka
Kingda Ka è stata dal 2005 al 2024 la montagna russa più alta del mondo e la seconda più veloce.
Situata nel parco divertimenti Six Flags Great Adventure, vicino a Jackson, nello stato del New Jersey, fu costruita da Intamin ed inaugurata nel 2005. La velocità di punta era pari a 206 km/h e la torre principale era alta 139 metri, pertanto rientrava nella categoria degli stratacoaster, una delle poche. Essendo stata un launched coaster ad accelerazione per forza idraulica, i treni che la percorrevano riuscivano ad ottenere velocità elevatissime in pochi secondi, eliminando il bisogno di una rampa iniziale.

## Storia
I piani per costruire Kingda Ka furono annunciati il 10 settembre 2003, in occasione di un evento organizzato per gli appassionati di montagne russe e per i media. L'evento rivelò l'obiettivo del parco di costruire "la montagna russa più alta e veloce al mondo", alta 139 metri sulla quale i passeggeri avrebbero potuto sperimentare velocità fino a 206 km/h raggiunte in soli 3,5 secondi. Il 13 gennaio 2005 fu completata la costruzione della torre (top hat) e il 21 maggio 2005 l'attrazione aprì al pubblico. Kingda Ka diventò la montagna russa più alta e veloce al mondo, sottraendo entrambi i record mondiali a Top Thrill Dragster di Cedar Point. Perse il titolo di più veloce al mondo quando Formula Rossa a Ferrari World Abu Dhabi fu aperta nel novembre 2010. Intamin ha progettato sia Kingda Ka che Top Thrill Dragster e i due condividono un design e un layout simili, che si differenziano principalmente per il tema e la collina aggiuntiva presente su Kingda Ka. Entrambe le attrazioni furono costruite da Stakotra e installate da Martin & Vleminckx.
Kingda Ka rischiò la chiusura già nel 2006, alla seconda stagione operativa, ma il parco decise di impegnarsi per tenerla aperta e nel 2007, dopo alcune modifiche tecniche, la riaprì.
Il 29 agosto 2013 Six Flags Great Adventure annunciò ufficialmente una novità per la stagione 2014: essa consisteva in tre free fall tower che furono attaccate al supporto della torre di Kingda Ka. Kingda Ka fu chiusa temporaneamente all'inizio della stagione 2014 per costruire Zumanjaro: Drop of Doom e riaprì quando l'attrazione fu completata, il 4 luglio 2014.
Nel 2019 fu intentata una causa legale contro Kingda Ka e contro il parco da parte di un cliente che sostenne di essersi rotto delle vertebre a bordo della corsa nel 2017. Nel 2020 la causa fu vinta dal parco.
Nel giugno 2022 iniziarono a circolare delle voci secondo cui Kingda Ka avrebbe potuto venire chiusa definitivamente entro pochi anni.
L’8 giugno 2023 Kingda Ka ebbe un guasto tecnico per cui fu temporaneamente chiusa: sembrava, anche questa volta, che fosse giunta la fine per Kingda Ka, ma il parco la riparò e la riaprì il 30 giugno dopo sole 3 settimane.
Negli ultimi mesi del 2024, molti siti di informazione riportarono varie speculazioni sulla chiusura definitiva dell'attrazione in data 10 novembre a seguito di continue e prolungate chiusure dovute ai continui guasti.
Il 14 novembre, la Six Flags rilasciò un comunicato ufficiale riguardo la chiusura dell'attrazione e della relativa Zumanjaro: Drop of Doom per far spazio ad un nuovo launched coaster da record previsto per il 2026.
Il 20 dicembre 2024 i responsabili del parco annunciarono che Kingda Ka e Zumanjaro sarebbero state completamente demolite ed il 30 dicembre spiegarono che ciò sarebbe avvenuto l’11 febbraio 2025 utilizzando delle cariche esplosive.
La demolizione di Kingda Ka iniziò il 20 gennaio 2025 con la rimozione della curva che dalla collina di fine corsa riportava i treni alla stazione; già il 24 gennaio la stazione era ridotta ad un cumulo di macerie. Il 5 febbraio i freni di fine corsa e il launch track erano scomparsi dalla collina che li ospitava.
Il 10 febbraio la stessa sorte toccò a tutti i piloni della collina ed il 13 febbraio le cariche esplosive venivano posizionate alla base della torre. Il 14 febbraio i lavori di demolizione sembravano essersi fermati, ma il 17 febbraio i responsabili del parco spiegarono che la demolizione della torre era stata solo rimandata al 1º marzo.
Il 1º marzo 2025 l’attrazione veniva rasa al suolo facendo detonare le cariche. Ad oggi l’area occupata prima dall’attrazione risulta inutilizzata.

## Descrizione

### Tracciato
Inizialmente il treno usciva a bassa velocità dalla stazione per raggiungere la pista di lancio. Una volta in posizione il motore idraulico lanciava il treno da 0 a 206 km/h in soli 3,5 secondi, con un'accelerazione di circa 1,66 g. Alla fine del launch track il treno saliva sulla torre principale, effettuava una torsione di 90º a destra prima di raggiungere un'altezza di 139 metri; la successiva discesa era in verticale, con un avvitamento in una spirale a 270º. Questo elemento è chiamato, in gergo tecnico, top hat. Successivamente il tracciato presentava una collina (camelback) alta 39 metri, dopo la quale il convoglio arrivava alla zona di frenata dotata di freni magnetici. Infine eseguiva un'inversione a U e rientrava nella stazione.
In caso di pioggia, come tutte le montagne russe di questa tipologia, l'attrazione rimaneva chiusa, poiché, data l'elevata velocità, le gocce d'acqua avrebbero potuto diventare fastidiose.

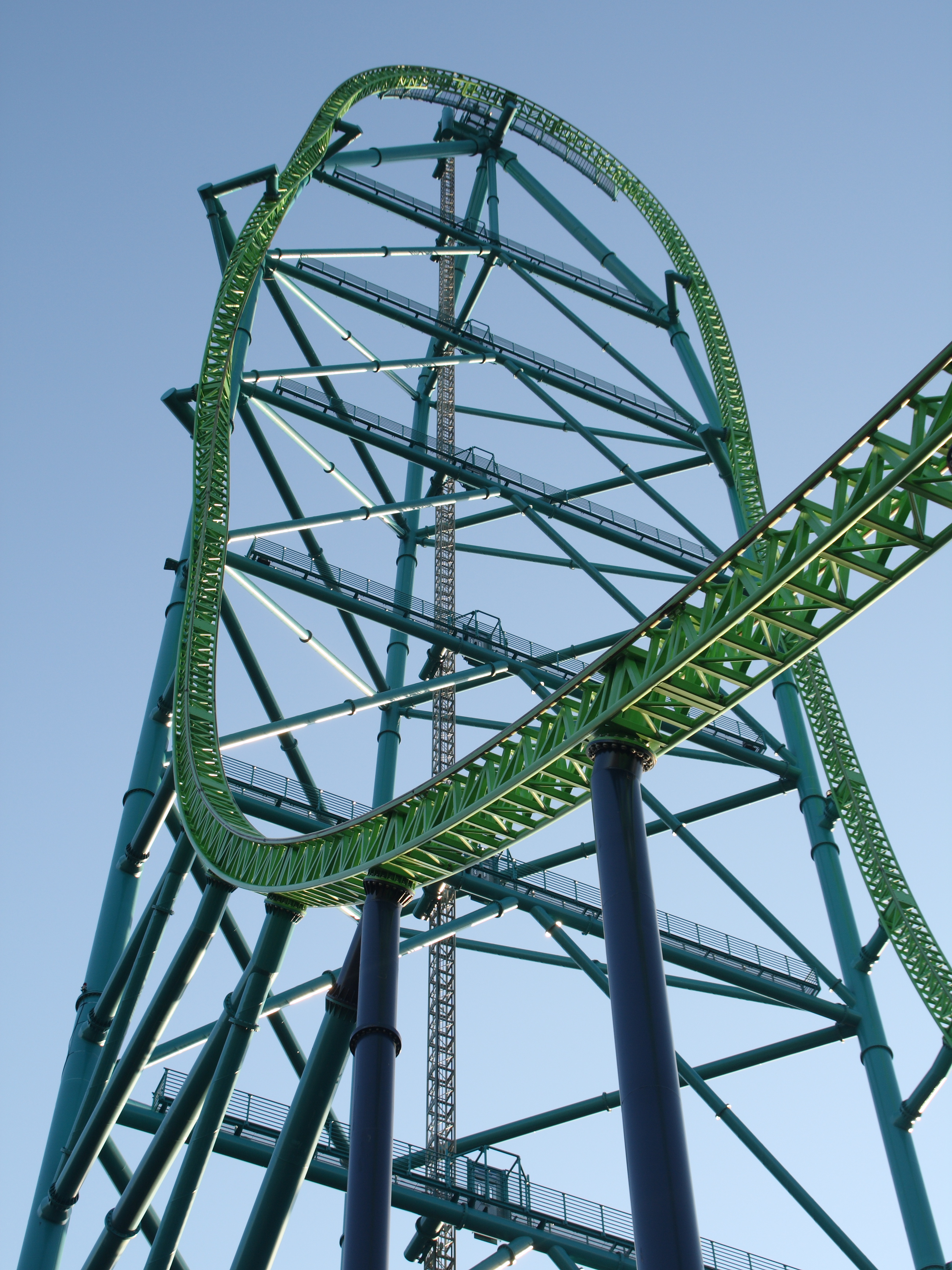
Torre del Kingda Ka, alta 139 metri

### Treni
Kingda Ka aveva quattro treni: ciascuno era identificato da uno specifico colore (verde, blu scuro, azzurro e arancione). Questi colori erano usati anche per i sedili e le protezioni.

### Fotocamere
Kingda Ka era dotato di 2 fotocamere: una era posta dopo l'inizio del lancio, l'altra alla fine, prima dei freni magnetici.

### Rollback
Un treno poteva occasionalmente subire un rollback a seguito di un lancio. Un rollback si verifica quando il treno non riesce a superare la cima della torre e ritorna indietro verso la stazione. Kingda Ka includeva freni magnetici a scomparsa sulla pista di lancio (launch track), che rallentavano il treno fino a fermarlo del tutto, per poi riportarlo all'inizio del launch track e ripetere la sequenza di lancio.

## Galleria d'immagini

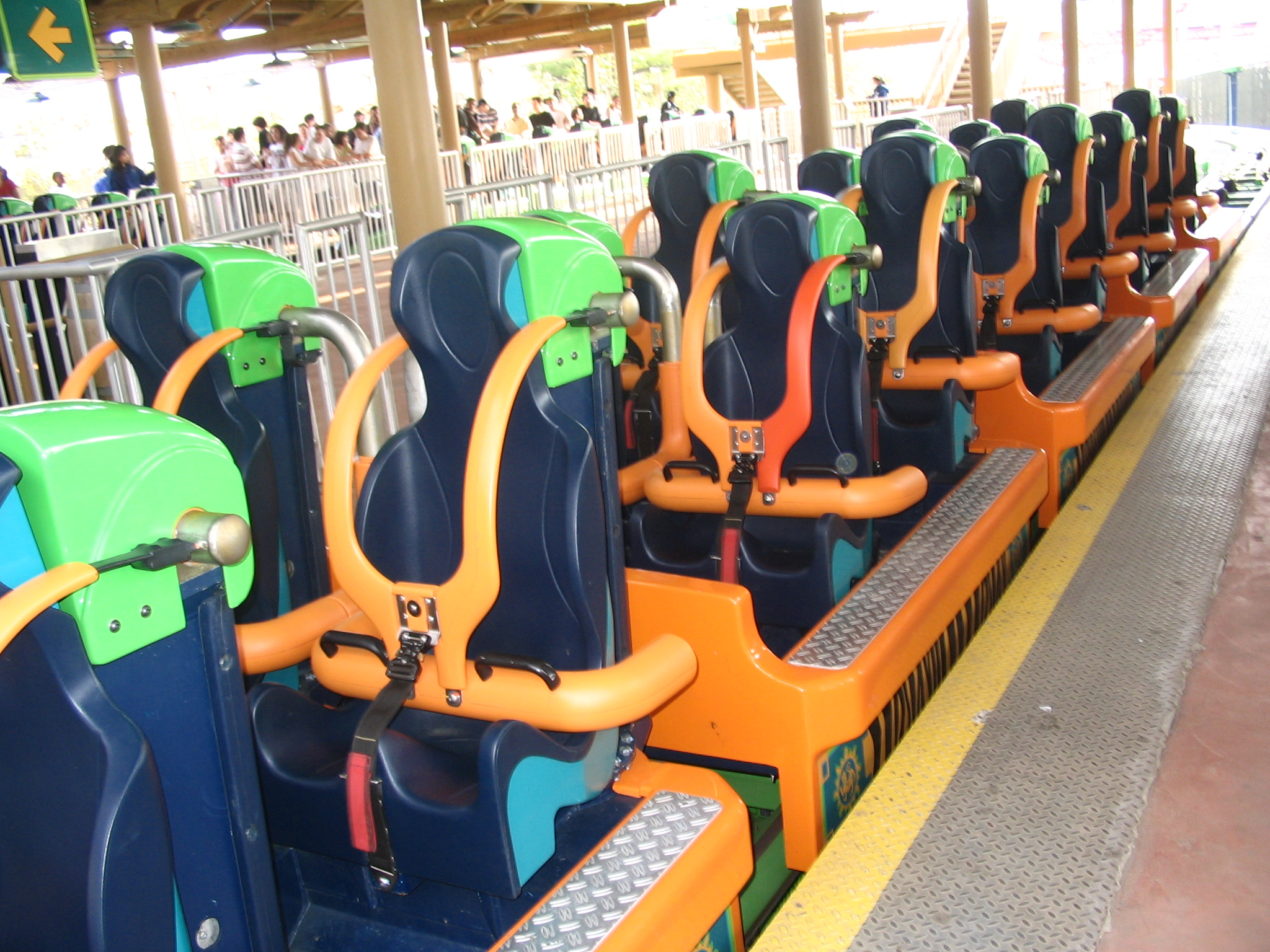
2006: treno del Kingda Ka
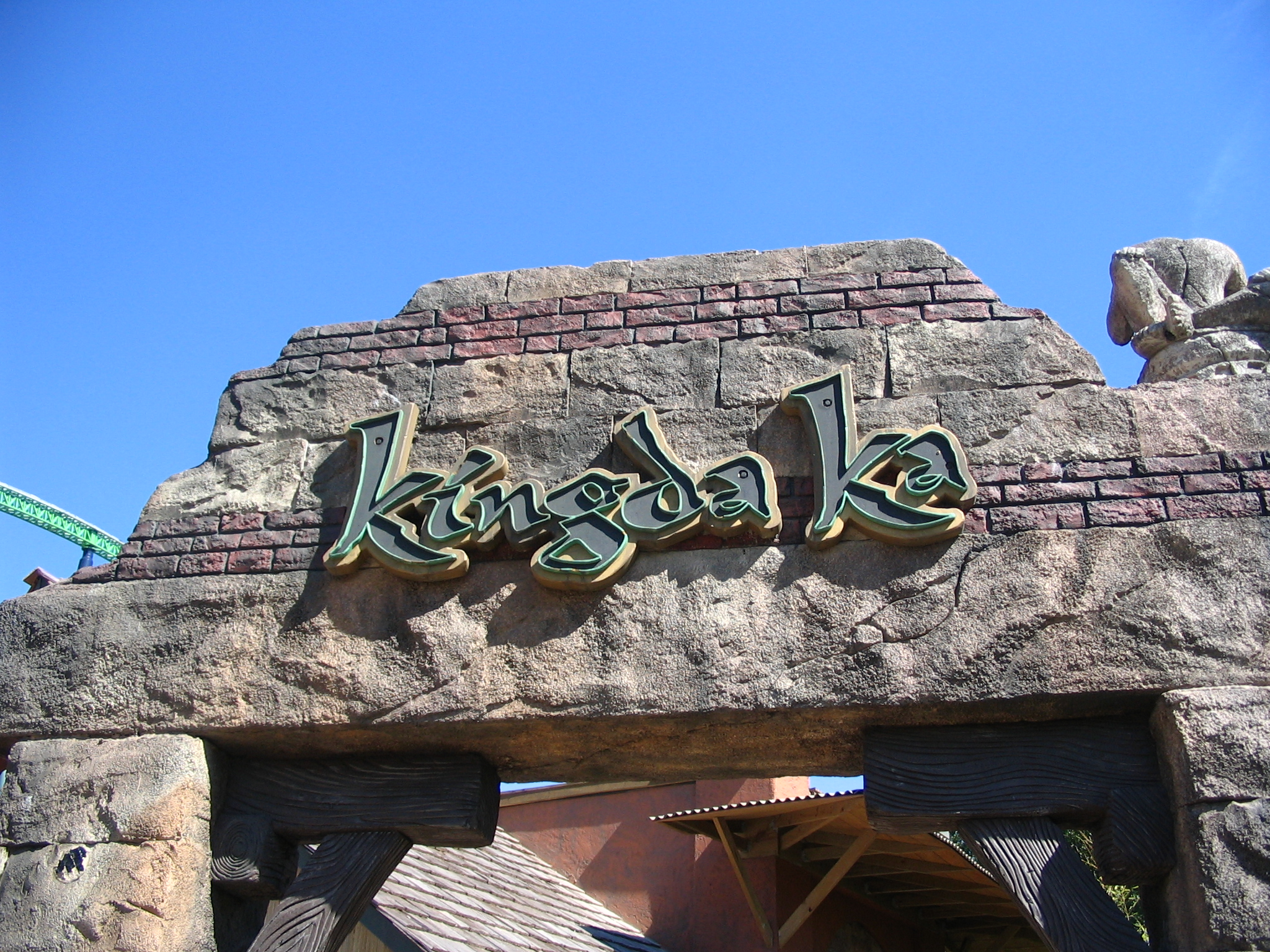
2005: simbolo del Kingda Ka